# Nicó Monjo
Nicó Monjo (en llatí Nicon, en grec Νίκων) fou un monjo de Rhaethus a Palestina que vivia en el regnat de Constantí X Ducas vers el 1060.
Pel temor que els musulmans poguessin destruir amb les seves conquestes els records de la fe cristiana, va compilar una obra titulada Πανδέκτηζ τῶν ἑρμηνειῶν τῶν θείων ἐντολῶν τοῦ Κυρίου en dos llibres i 63 capítols, amb extractes de les Escriptures, cànons eclesiàstics, escrits dels pares i altres documents i lleis civils.
Fabricius dona un extracte de les fonts en les quals es va basar, i d'altres escrits que se li atribueixen.